# Argentyna na Letnich Igrzyskach Olimpijskich 1988
Argentynę na XXIV Letnich Igrzyskach Olimpijskich w Seulu reprezentowało 118 sportowców w 18 dyscyplinach. Był to 17 start Argentyńczyków na letnich igrzyskach olimpijskich.

## Zdobyte medale
| Medal  | Zawodnik | Dyscyplina sportowa | Konkurencja      |
| ------ | --- | ------------------- | ---------------- |
| Srebro | Gabriela Sabatini | Tenis ziemny        | singiel kobiet   |
| Brąz   | Claudio Zulianello Daniel Castellani Eduardo Martínez Alejandro Diz Daniel Colla Carlos Weber Hugo Conte Waldo Kantor Raúl Quiroga Jon Emili Uriarte José De Palma Juan Carlos Cuminetti | Siatkówka           | turniej mężczyzn |